# Gideonskolen
Gideonskolen er en kristen privatskole på Vestegnen i København, som blandt andet bruger ACE (Accelerated Christian Education)-systemet.
Skolen blev oprettet i 1997 og blev ledet af Ib Mogens Johansen indtil 31. december 2014, hvorefter Henrik Due Jensen overtog stillingen som skoleleder. Skolen har 213 elever (opdateret den 07-09-2024) og ingen parallelklasser.
Skolen blev i 2021 udvidet med ca. 650 m^3.